# Autostrada Ljulin
L'autostrada A6 Ljulin (in bulgaro Автомагистрала "Люлин"?, Avtomagistrala "Ljulin") era un'autostrada bulgara che collegava il tratto occidentale del raccordo anulare di Sofia con la città di Pernik, dove confluiva nell'autostrada Struma (A3). Vista la lunghezza di soli 19 km, nel 2018 Ljulin fu inglobata in Struma, cessando di esistere come autostrada indipendente; l'odierna A6 è l'autostrada "Europa", che da Sofia conduce al confine serbo presso Kalotina. 
Il suo nome era dovuto al monte Ljulin che sorge nei pressi dell'autostrada. Ljulin è anche il nome del principale quartiere di Sofia, dove aveva origine.

## Storia
Il 6 agosto 2006 il consorzio turco Mapa Cengiz vinse il contratto per la costruzione dell'autostrada per un valore di 137 381 785 euro. I lavori ebbero inizio nel 2007 con una previsione di completamento in 38 mesi. Nel 2010 tuttavia la data di consegna fu posticipata al marzo 2011 e il costo crebbe fino a 185 000 000 euro. L'autostrada Lyulin fu inaugurata il 15 maggio 2011 e divenne la prima autostrada bulgara completamente terminata.
Nel corso dei lavori, il 17 aprile 2010, si verificò un incidente durante la costruzione di un elemento di cemento. Il crollo di una struttura di supporto causò la morte di 3 operai e il ferimento di altri 7.

## Tracciato
| SOFIA - PERNIK |                                                                       |     |                |
| Tipo           | Destinazione                                                          | Km  | Strada europea |
|                | Raccordo anulare di Sofia                                             | 0   |                |
|                | Malo Buchino                                                          | 4,6 |                |
|                | Autostrada Struma, Pernik, Strada nazionale I-1, Strada nazionale I-6 | 19  |                |